# Baccanale Chioggiotto (Rotta)
Bacanal Chioggiotto (em italiano: Baccanale Chioggiotto) é uma obra de arte do artista italiano Antonio Rotta. 
A pintura também é conhecida como Una festa veneziana sull'acqua' ou La Festa del Redentore, é uma pintura óleo sobre tela (193 x 134 cm) feito em 1857 está exposto na Embaixada de Itália em Portugal. 

## Descrição
A pintura está exposta na Embaixada Italiana de Portugal, na cidade de Lisboa, no salão de festas do Palácio dos Condes de Pombeiro.

## Exposições
A obra Bacchanal Chioggiotto di Rotta, inicialmente pertencente à Real Coleção da Casa de Saboia, foi então exposta na Galeria Saboia dos Museus Reais de Turim e, em 1927, sob a posse do Ministério das Relações Exteriores da Itália, exposta no Salone degli Sposi Sala dell' Embaixada da Itália em Portugal na cidade de Lisboa, testemunhando a história da arte italiana. Antonio Rotta é conhecido como “o pintor filósofo” mas também como o “pintor das baladas venezianas”, transformando a representação pictórica em poesia e narração do espelho social da época, com crítica social.
- Exposição Universal de Viena de 1873[3]
- Fotografia de (feita por Carlo Naya) na coleção de Fondazione Musei Civici di Venezia[4]